# Tania Mallet
Tania Mallet (Blackpool, 19 de maio de 1941 – 31 de março de 2019) foi uma modelo britânica, mais conhecida por ter sido a bond-girl Tilly Masterson no filme 007 contra Goldfinger, de 1964.
Tania começou a trabalhar como modelo aos 16 anos, tornando-se um dos mais conhecidos e famosos rostos da moda britânica dos anos 60. Nunca tinha pensando em trabalhar no cinema, até que alguém enviou uma foto dela de biquíni ao produtor dos filmes de James Bond, Albert Broccoli. Ela foi testada para viver a agente russa Tatiana Romanova, em Moscou contra 007, o filme anterior a Goldfinger. Apesar de sua mãe ser russa, supostamente ela não conseguiu o papel por causa do seu sotaque britânico provinciano. A ironia é que a italiana Daniela Bianchi, que acabou fazendo a personagem, foi dublada por causa de seu forte sotaque.
Em 007 contra Goldfinger, Tania tem uma participação pequena, morrendo enquanto tenta vingar a morte de sua irmã, ordenada por Auric Goldfinger, mas o sucesso do filme ao redor do mundo, a transformou numa celebridade internacional do cinema. Apesar do sucesso, Tania retornou à profissão de modelo sem seguir a carreira de atriz. Sua explicação para recusar outros convites para filmes, foi que ela não gostava das restrições que precisava ter na liberdade pessoal enquanto estivesse contratada e porque achava que os salários oferecidos eram muito baixos. Para fazer Goldfinger, ela recebeu uma oferta de 50 libras semanais, que a custo de muita negociação conseguiu passar para 150, o que ela ganhava num único dia de trabalho como modelo.
Mallet morreu em 31 de março de 2019 aos 77 anos de idade. O local da morte não foi revelado. Era filha de pai britânico e mãe russa, Olga Mironoff, que era irmã do pai da atriz Helen Mirren, sendo ambas primas.